# (4067) Mikhelʹson
(4067) Mikhelʹson es un asteroide perteneciente al cinturón de asteroides, descubierto el 11 de octubre de 1966 por Nikolái Stepánovich Chernyj desde el Observatorio Astrofísico de Crimea (República de Crimea).

## Designación y nombre
Designado provisionalmente como 1966 TP. Fue nombrado Mikhelʹson en honor al científico soviético ruso Nikolaj Nikolaevich Mikhelʹson.